# Copaifera bracteata
Copaifera bracteata är en ärtväxtart som beskrevs av George Bentham. Copaifera bracteata ingår i släktet Copaifera, och familjen ärtväxter. Inga underarter finns listade i Catalogue of Life.